# 미하우 제브와코프
미하우 제브와코프(폴란드어: Michał Żewłakow, 1976년 4월 22일 ~ )는 폴란드의 은퇴한 축구 선수이자, 포지션은 센터백과 왼쪽 풀백이었다. 미하우는 지난 UEFA 유로 2008 대회 당시 독일과의 최종전에서 주장 마치에이 주라프스키와 부주장 야체크 봉크를 대신해 주장으로 출전했다. 그는 마르친 제브와코프의 쌍둥이 형으로 잘 알려져있다.

## 같이 보기
- A매치 100경기 이상 출전한 축구 선수 명단